# Scopula erici
Scopula erici là một loài bướm đêm trong họ Geometridae.